# Mugaritz

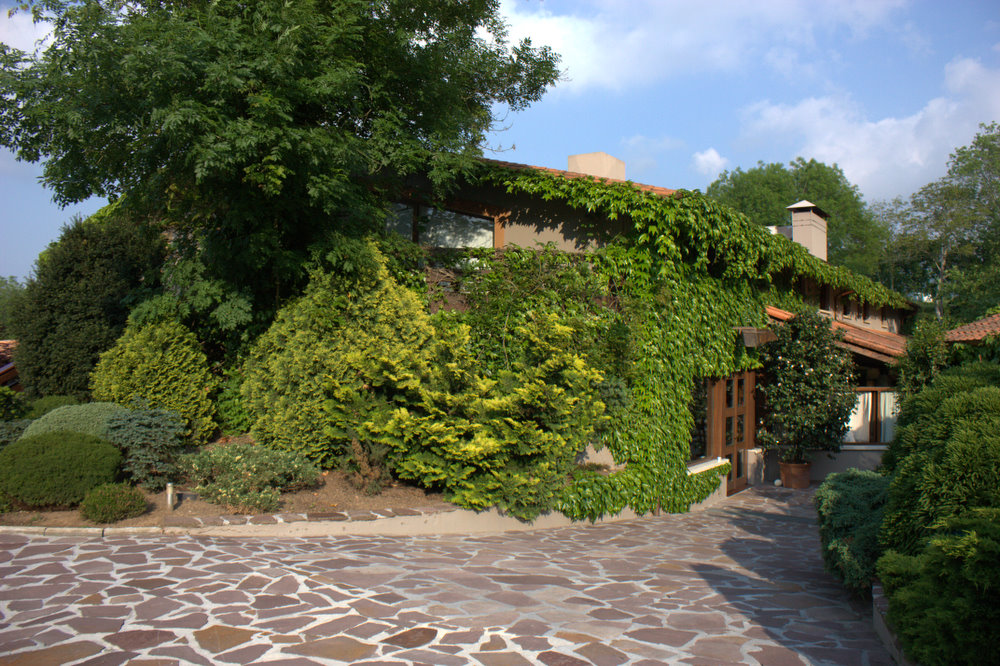
Вход в ресторан Mugaritz.

Mugaritz — ресторан в Рентериа, Гипускоа (Испания). Открыт в марте 1998 года под руководством шефа Андони Луиса Адуриса. С 2006 года считается одним из лучших в мире по данным журнала Restaurant и был четвёртым в этом рейтинге.

## История
Ресторан был признан прессой как «наиболее важное гастрономическое явление в мире за последнее время». Mugaritz и Андони Луис Адурис появляются на страницах «Omnivore», «Le Figaro» во Франции, «Brutus», «Cuisine Kingdom» в Японии, «El Comercio» и «La República» в Латинской Америке и «Time» или «The Observer» в США.
Mugaritz получил первую звезду Мишлен в 2000 году, а пять лет спустя, в 2005 году, гид Мишлен присвоил ему вторую звезду. Ресторан также может похвастаться наивысшей оценкой в рейтинге гида Repsol, три солнца, а также множеством наград по своей инновационной и творческой деятельности в гастрономии.

## Пожар
15 февраля 2010 года короткое замыкание вызвало серьезный пожар на кухне Mugaritz, вследствие чего ресторан был закрыт на четыре месяца. После пожара команда ресторана получила огромное количество выражений солидарности со всего мира, дав ему силу, чтобы двигаться вперед с проектом.[стиль]